# Mareca penelope
El silbón europeo, también - entre otros nombres - ánade silbón, pato silbón o  pato europeo (Mareca penelope) es una especie de ave anseriforme de la familia Anatidae. Es un pato migratorio que anida en las áreas septentrionales de Eurasia y pasa el invierno en el sur de Europa y Asia, el norte de África y Norteamérica. Es invernante en España.

## Descripción

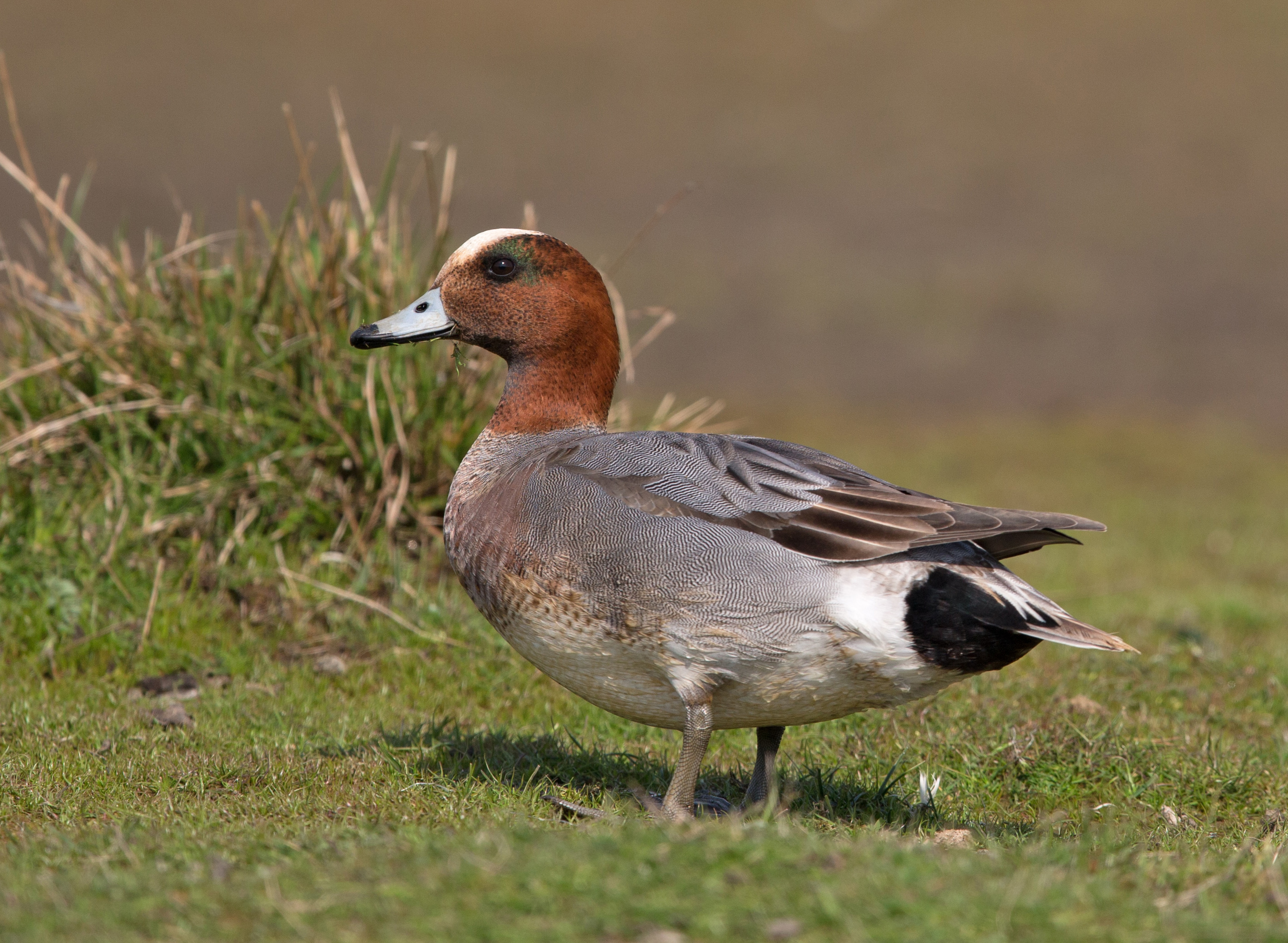
Macho con plumaje reproductivo.

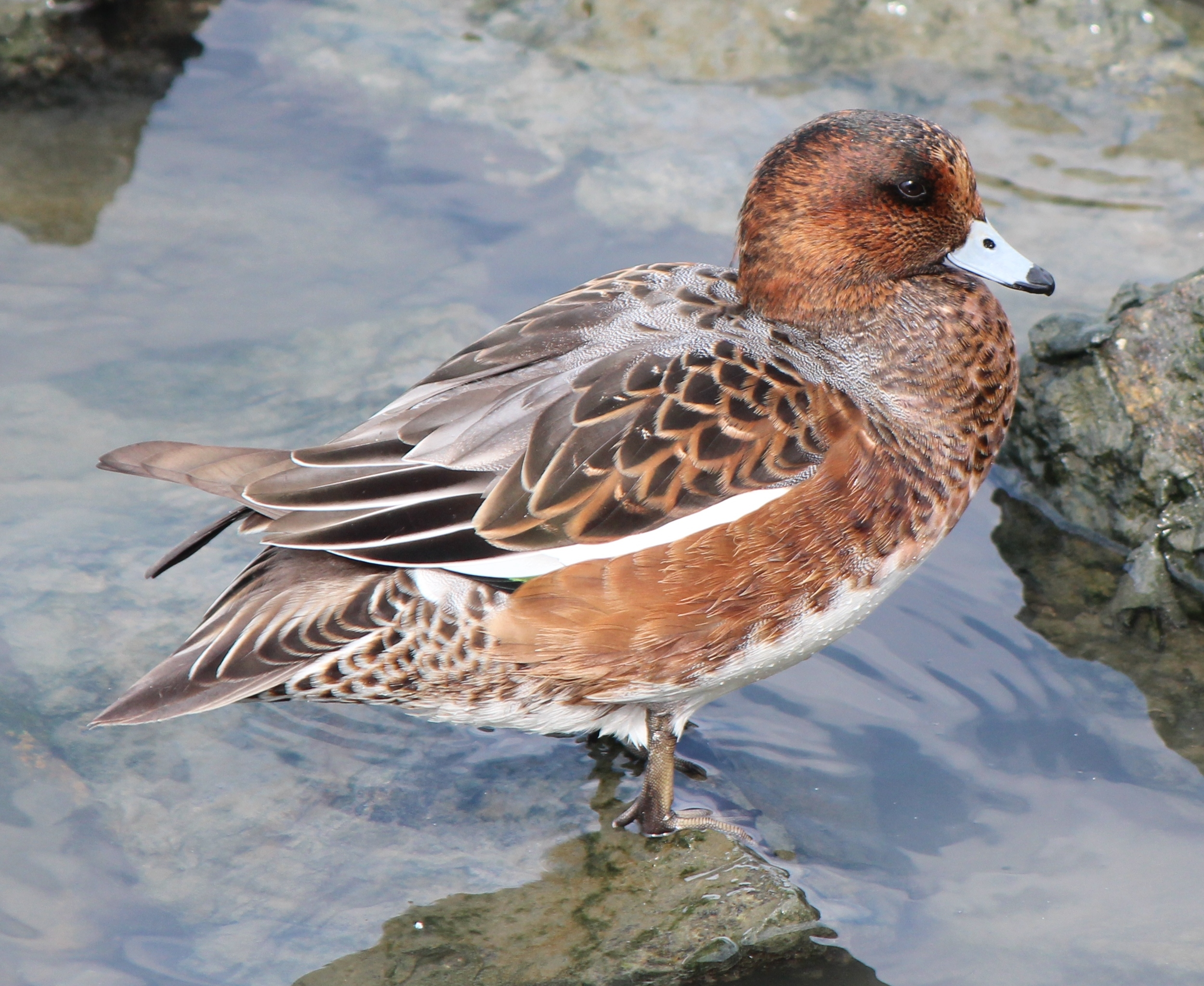
Macho con plumaje de eclipse.

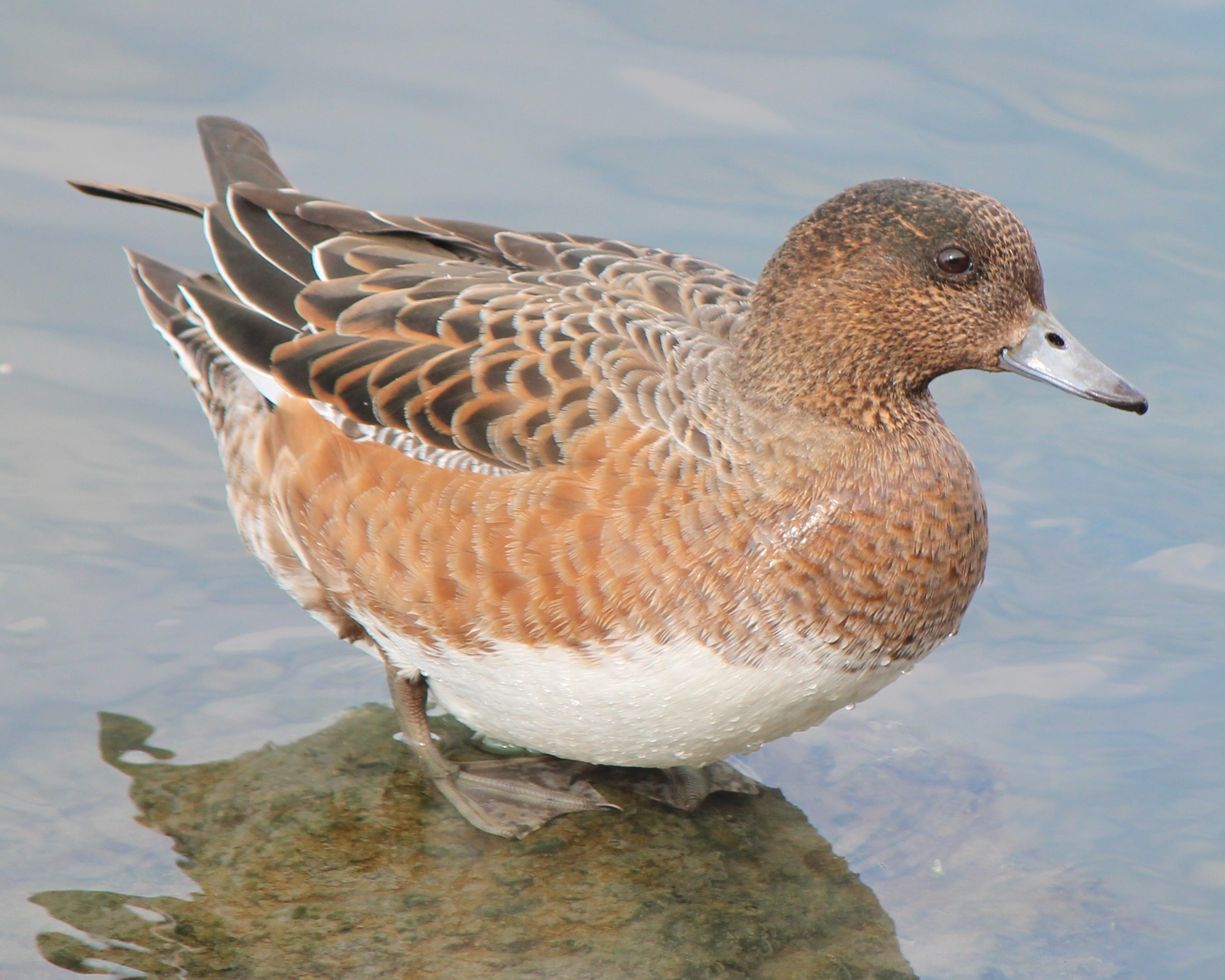
Hembra.

El silbón europeo alcanza los 42-50 cm de longitud y una envergadura alar de 71-80 cm, y suele presentar un peso entre los 500 y 1073 g. El macho adulto en época reproductiva tiene la parte superior y los flancos de color gris, la parte trasera y cola de color negro y el vientre de color blanco. Su pecho es rosado en un tono tinto claro, mientras que su cabeza es castaña rojiza con una franca amarillenta clara en la frente y frontal del píleo. El patrón de la parte superior de sus alas se compone de un espéculo verde oscuro bordeado por dos listas negras y una gran franja blanca en las coberteras alares. El plumaje de eclipse del macho es más similar al de la hembra. 
La hembra es principalmente de color marrón claro, salvo en las plumas de su parte superior que son de color pardo oscuro con bordes más claros, y el vientre blanco como los machos. Además las hembras pueden presentar dos morfo: uno con la cabeza más rojiza y el otro con la cabeza más grisácea.
La hembra de silbón europeo tiene un plumaje similar al de la hembra de silbón americano. Se puede distinguir de la hembra de otros patos, salvo de la de silbón americano, por sus formas. La hembra del silbón europeo se diferencia de la del silbón americano, porque esta última tiene la cabeza más clara y tiene blanca la parte inferior de las alas junto a la axila.

## Distribución
El pato silbón europeo se reproduce en las áreas más septentrionales de Europa y Asia. En Norteamérica es sustituido por su pariente el silbón americano. Es un pato migratorio de larga distancia que pasa el invierno muy al sur de su área reproductiva. Migra al sur de Asia y Europa y África. Supone un invernante común en la mitad sur de España entre los meses de septiembre y noviembre. Pueden encontrarse escasos ejemplares visitando en invierno las costas pacíficas y atlánticas. En el resto de Estados Unidos es muy raro excepto en la región de las cuatro esquinas y el sur de los Apalaches.

## Comportamiento y hábitat

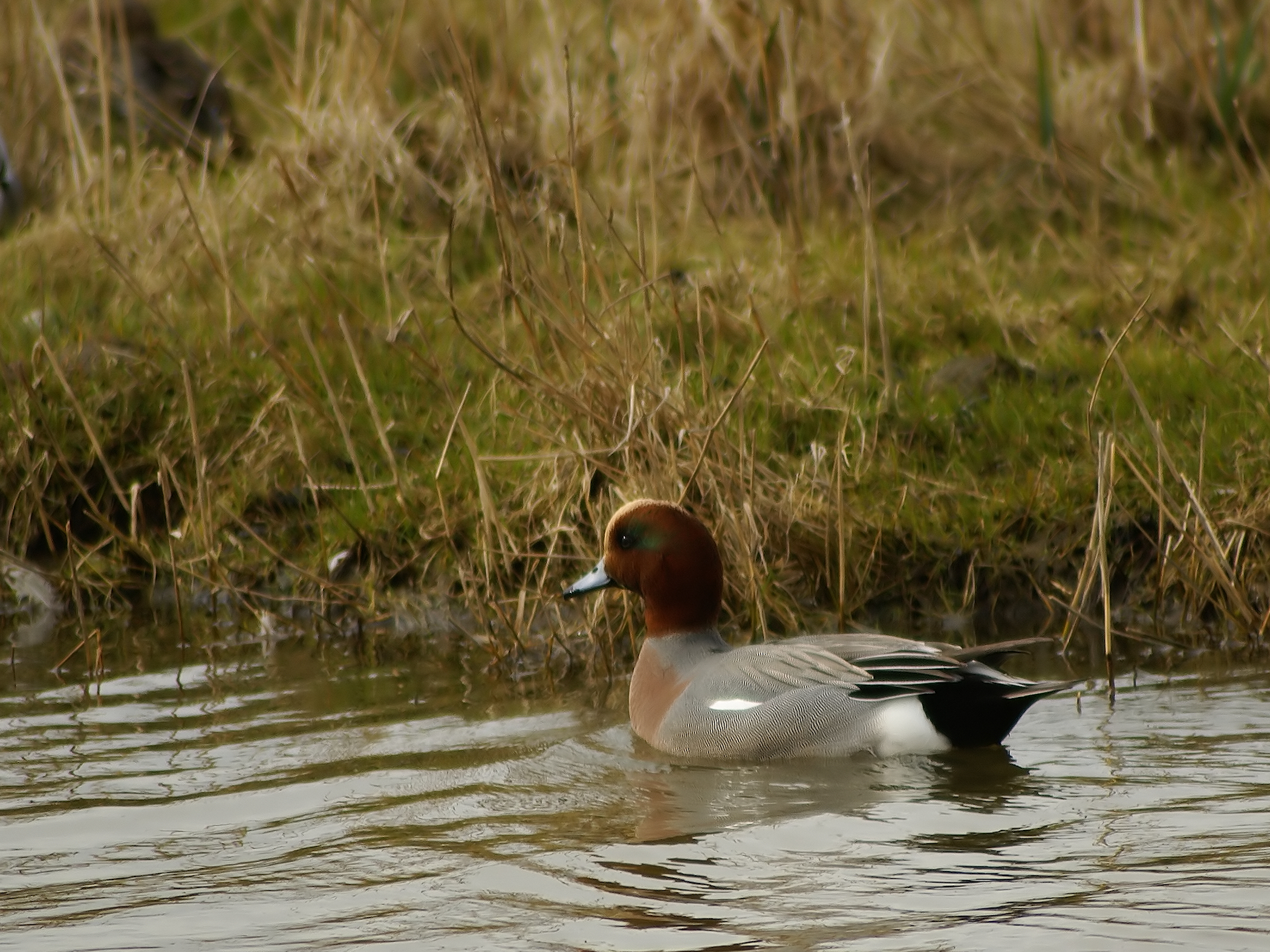
Prefiere los humedales abiertos.

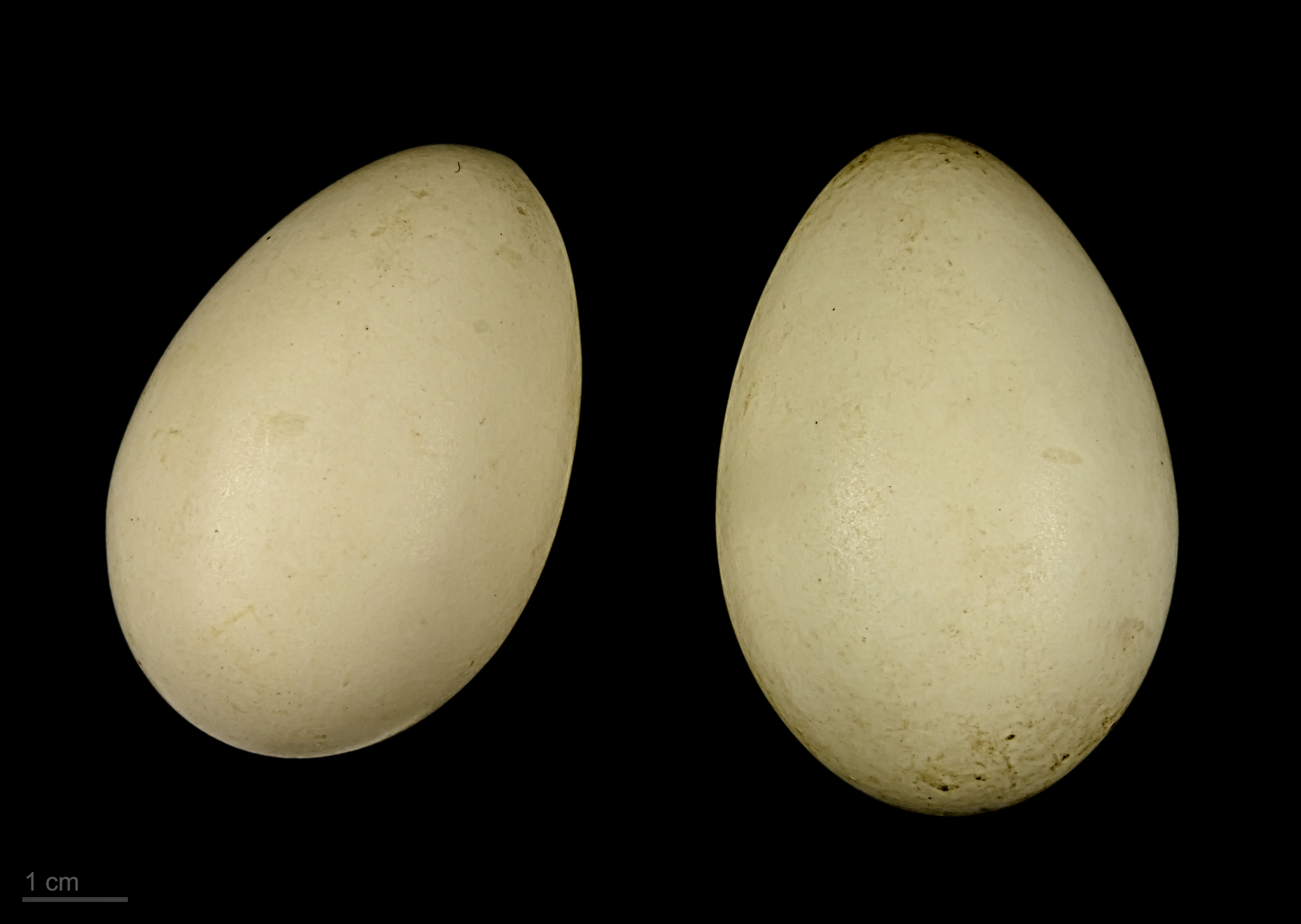
Mareca penelope - MHNT

El sibón europeo es pato de humedales abiertos, como las marismas o herbazales húmedos con alguna vegetación más alta. Generalmente se alimenta de plantas en la superficie del agua o  pastando. En invierno habita próximo al litoral, en aguas saladas y salobres, ya sean marismas, estuarios, o en el mar. En cambio en época de cría se instala en aguas dulces. Las aguas interiores donde podemos encontrar a esta especie son lagunas, lagos y embalses. Anida en el suelo, a cubierto cerca del agua. 
Es un ave muy gregaria fuera de la época de cría y suele formar grandes bandadas. En Estados Unidos se une a las bandadas de silbones americanos, y puede hibridar con ellos. Es una especie ruidosa. Los machos emiten un claro silbido de tipo "pyiiu pjiiu", mientras que ha hembra emite bramidos tipo: "rawr".
El silbón europeo es una de las especies incluidas en el Acuerdo de conservación de aves acuáticas migratorias euroafricanas (AEWA) applies. Se clasifica como especie bajo preocupación menor.